# 联合国安全理事会第2720号决议
联合国安理会第2720号决议于2023年12月22日通过。根据该决议，安全理事会呼吁增加对2023年加沙人道主义危机的援助，包括提供燃料、食品、医疗用品，明确要求开放所有加沙过境点给人道主义援助进入，包括凯雷姆沙洛姆过境点，并提议立即任命一名加沙高级人道主义和重建协调官员以推进工作。决议以13票支持，无反对，美俄弃权，得以通过。

## 背景
由于2023年以色列—哈馬斯戰爭，加沙地区正经历一场人道主义危机。战争开始时，以色列对加沙地区实施全面封锁，导致燃料、食品、药品、水、基本医疗用品严重短缺。这次围困导致电力供应下降90%，影响到医院、污水处理厂的供电，并且关闭了提供饮用水的海水淡化厂。大规模的疾病爆发已经在加沙蔓延。
以色列猛烈的空袭轰炸对加沙的基础设施造成严重的破坏，进一步加深危机。加沙卫生部报告称，战争第一个月就有4000多名儿童死亡。联合国秘书长安东尼奥·古特雷斯表示，加沙已经成为“儿童的坟墓”。

## 过程
安理会此前于11月15日通过2712号决议，呼吁人道主义暂停战斗，之后在11月24日至30日交战双方停火。
联合国大会于12月12日以153票赞成、23票棄权、10票反对，通过一项不具约束力的决议，反复呼吁“立即停火”。
本决议草案由阿联酋提出，原定于12月18日进行表决，然而该决议多次被推迟表决并修改，以便与美国谈判，使其不对此表示反对来行使否决权。据报道，推迟的原因是国务院与白宫之间存在分歧。美国对联合国监督援助交付机制的提议表示保留，而英国则明确支持该决议。
俄罗斯提出一项修正案，旨在恢复之前的要求“紧急停止敌对行动”，该修正案以10票赞成、4票弃权，被美国一票否决。

## 回应
中國：中国常驻联合国常驻副代表戴兵表示欢迎决议的通过，但同时批评该决议的缺陷，并主张“充分利用凯雷姆沙洛姆过境点并开发其他过境点”。
 埃及：埃及驻联合国大使奥萨马·马哈茂德·阿卜杜勒卡莱克·马哈茂德（Osama Mahmoud Abdelkhalek Mahmoud）对决议通过表示欢迎，认为“这是朝着正确方向迈出一步”。
 以色列：以色列政府感谢美国政府在联合国投票前的支持，外交部长埃里·科恩（Eli Cohen）表示，“出于安全原因，以色列将继续检查向加沙提供的所有人道主义援助”。 以色列驻联合国大使批评该决议“脱离现实”，并重申了对联合国仍未“发表一份声明谴责哈马斯及其暴行”的担忧。
 巴勒斯坦：巴勒斯坦常驻联合国观察员里亚德·曼苏尔（Riyad Mansour）宣称，“该决议是朝着正确方向迈出的一步。它必须得到执行，并且必须伴随着立即停火的巨大压力”。
 俄羅斯：俄罗斯驻联合国大使瓦西里·涅边贾批评该决议，称美国进行“讹诈”，使该决议“毫无意义”。 它进一步表示，这是“杀人许可证”，那些投赞成票的人将成为这种情况的同谋，如果没有阿拉伯国家的支持，俄罗斯将否决该决议。
 美国：美国驻联合国大使琳达·托马斯·格林菲尔德表示，这一决议的通过是“一线希望”，是“一项非常强有力的决议”，同时还表示，美国对哈马斯缺乏谴责感到“震惊” 。
包括国际救援委员会的许多国际组织批评这次决议，因为该决议没有呼吁立即停火，组织无国界医生的艾薇儿·伯努瓦（Avril Benoit）表示该决议“已经淡化了对生命的影响，对加沙平民的生存几乎毫无意义”。